# Suaeda spicata
Suaeda spicata es una especie de planta halófita perteneciente a la familia Amaranthaceae.

## Hábitat
Es una planta  nativa del Mediterráneo, distribuyéndose en España en  Alicante, Barcelona, Castellón, Gerona, Islas Baleares y Lérida.  Vive sólo en    saladares, y suelos salinos. 

## Descripción
Es una planta herbácea de ciclo anual que vive en zonas de suelos salinos. Se caracteriza porque se ramifica mucho desde la base y por sus hojas lineares, crasulescentes y de sección redondeada. Forma flores poco aparentes reunidas en espigas. Florece durante el verano.

## Taxonomía
Suaeda spicata fue descrito por (Willd.) Moq.  y publicado en Annales des Sciences Naturelles (Paris) 23: 317. 1831.
Etimología
Suaeda: nombre genérico que proviene de un antiguo nombre árabe para la especie Suaeda vera y que fue asignado como el nombre del género en el siglo XVIII por el taxónomo Peter Forsskal.
spicata: epíteto latino  que significa "con espigas.
Sinonimia
- Chenopodina spicata (Willd.) Moq.
- Chenopodina spicata (Willd.) Roem. & Schult.
- Cochliospermum hispanicum Lag.
- Cochliospermum spicatum (Willd.) Lag.
- Salsola spicata Willd.
- Schoberia spicata (Willd.) C.A.Mey. in Ledeb.
- Suaeda altissima var. sessiliflora Moq.
- Suaeda maritima var. cavanillesiana Lázaro Ibiza
- Suaeda maritima var. spicata (Willd.) Willk. in Willk. & Lange[6]

## Nombres comunes
- Castellano:  Almajo. Babosa. Espejuelo. Marroquines. Mata. Matilla. Salitrera.[7]
- Castellano: cañametas, cañametes, sosa azuleja, sosa blanca, sosa negra, sosa parda, sosa prima.[6]